# Pečatniki
Pečatniki (in russo Печатники ~ Stampatori?) è una stazione della Metropolitana di Mosca, situata sulla Linea Ljublinsko-Dmitrovskaja. La fermata fu inaugurata il 28 dicembre 1995 insieme alle altre prime stazioni della linea, e prende il nome dal quartiere in cui si trova. La stazione presenta un tipico design diviso in tre ambienti, ed è l'ultima fermata ad essere stata realizzata con tale design.
Gli architetti Juri Orlov e A.Nekrasov progettarono la stazione senza illuminazione sul soffitto delle banchine, e con un soffitto a forma di onda in alluminio anodizzato. I pilastri sono ricoperti in marmo rosa, mentre le mura sono in tinta grigia. Il pavimento è invece ricoperto in granito rosso e grigio.
La stazione presenta un ingresso in superficie, con accesso alle vie Šosseinaja, Polbina e Guljanova. L'ingresso è decorato con un grande piano metallico. Poco prima della stazione, vi è un tronco di binario che conduce al deposito Pečatniki, che serve l'intera linea Ljublinskaja.